# Foresta umida di Araucaria
La foresta ombrofila mista, conosciuta anche come foresta umida di araucaria, o araucarieto, è un ecosistema che riceve piogge durante tutto l'anno, di norma posto ad altitudini elevate, che ospita specie di angiosperme ma anche di conifere.
Si trova in Brasile, soprattutto negli stati meridionali di Santa Catarina, Paraná e Rio Grande do Sul. Fa parte del bioma foresta pluviale tropicale ed è caratterizzata dalla presenza di Araucaria angustifolia, che le conferisce un aspetto proprio e unico.
Le foreste di araucaria sono state identificate dal WWF come un'ecoregione di foresta tropicale, nell'ambito della foresta atlantica (codice ecoregione: NT0101).

## Territorio
All'epoca della scoperta del Brasile la foresta di araucaria si estendeva come una fascia continua nell'altopiano meridionale, dal sud dello di stato di São Paulo fino al nord del Rio Grande do Sul, penetrando internamente fino alla provincia di Misiones in Argentina. Altre macchie sparse si trovavano negli stati di São Paulo, Minas Gerais, Rio de Janeiro ed Espirito Santo. L'habitat ideale è costituito da regioni situate tra 400 m e 1.000 m s.l.m., ma esemplari di Araucaria angustifolia, la specie identificativa dell'ecosistema, si trovano anche fino ai 1.800 m di altitudine della Serra da Mantiqueira.

### Clima
Il clima è subtropicale, con piogge regolari e stagioni relativamente ben definite: l'inverno, di norma, è freddo, con gelate frequenti, neve e temperature di qualche grado sotto lo zero negli inverni rigidi in alcuni comuni del Paraná, Santa Catarina, Rio Grande do Sul, e un'estate abbastanza calda, con temperature che raggiungono i 30°C.
L'umidità relativa dell'aria è influenzata dalla temperatura e dall'altitudine. Nelle zone alte la temperatura è piuttosto bassa. Le temperature medie più elevate sono il risultato dell'influenza oceanica e della traspirazione proveniente dalla foresta tropicale esistente. Gli indici pluviometrici maggiori sono registrati sugli altopiani, con piogge ben distribuite in tutta la regione.

### Geologia e rilievo
Gli stati del Paraná, Santa Catarina e Rio Grande do Sul sono formati per la maggior parte da una scarpata di strati e altopiani che declinano dolcemente in direzione ovest e nord-ovest. Presentano importanti regioni e grandi paesaggi naturali (zona litoranea - costa e zona pedemontana, Serra do Mar, altopiani, pianure costiere, catene montuose litoranee e altopiano occidentale).

## Fauna
Si tratta di uno degli ecosistemi più ricchi in termini di biodiversità animale, che ospita alcune specie endemiche, rare, minacciate, specie migratorie, specie di interesse venatorio e di interesse economico della foresta atlantica e dei campi meridionali.
Diverse sono le specie minacciate di estinzione: il giaguaro, l'ocelot, il murichi meridionale, il cebo nero, la scimmia urlatrice, la grande scimmia leonina, vari callitrichini, il bradipo dal cappuccio, lo scoiattolo della Guyana, il formichiere.
Tra gli uccelli si trovano la penelope, il tinamo solitario (Tinamus solitarius), il guan fischiatore frontenera (Pipile jacutinga), la tanagra del Brasile (Ramphocelus bresilius), la tanagra squamata (Thraupis ornata), numerose specie di colibrì, tucani, traupidi, eufonie, oltre all'amazzone occhi rossi e l'amazzone vinata, la cui sopravvivenza è direttamente legata alla conservazione dell'ecosistema della foresta di araucaria.
Tra i principali rettili il teiú (una lucertola di oltre 1,5 m di lunghezza), i boa, jararacas e serpenti corallo. Numerose specie vegetali e animali sono uniche e caratteristiche: la maggioranza degli uccelli, dei rettili, degli anfibi e delle farfalle sono endemiche. In questo stesso ecosistema vivono 20 specie di primati, per lo più endemiche.

## Flora

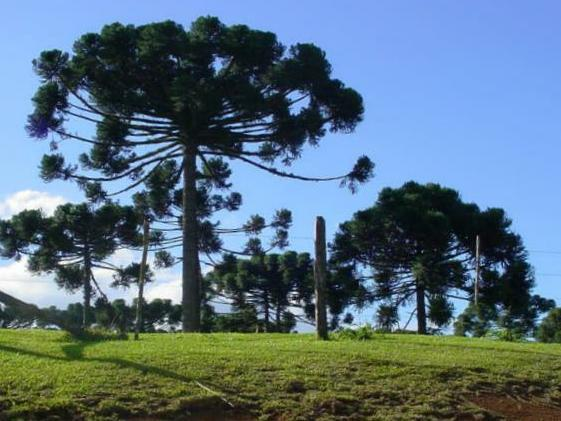
Esemplari di araucaria alla periferia di Curitiba, a Almirante Tamandaré, in Paraná, Brasile.

La foresta di araucaria presenta una composizione di specie floreali della famiglia delle Lauracee come la imbuia (Ocotea porosa), il sassafrás (Ocotea odorifera), la canela-lageana (Ocotea pulchella), diverse altre specie conosciute con il nome generico di canelas. Da segnalare l'erva-mate (Ilex paraguariensis), di grande importanza economica per la produzione del mate, e la caúna (Ilex theezans), tra le aquifoliacee. Varie specie di leguminose (jacarandá, caviúna e monjoleiro) e myrtaceae (sete-capotes, guabiroba, pitanga) sono presenti in abbondanza nella foresta di araucaria, associate anche a conifere come il pinheiro-bravo (Podocarpus lambertii).

### Tipi di vegetazione
Secondo l'IBGE (2012) esistono i seguenti tipi di foresta ombrofila mista:
- foresta ombrofila mista alluvionale
- foresta ombrofila mista pedemontana
- foresta ombrofila mista montana
- foresta ombrofila mista di alta montagna

Saueressig (2012) ha presentato i risultati di un rilevamento dendrologico realizzato negli altopiani del sud brasiliano, sopra la quota dei 500 m, campionato in modo da essere rappresentativo di gran parte dell'area in cui si situa, di fatto, la foresta ombrofila mista, comprendendo le differenti zone fitofisionomiche e fitoecologiche di questo ecosistema. Si registrò la presenza di 328 specie, appartenenti a 165 generi e 65 famiglie botaniche. Le famiglie più rappresentate sono risultate: le Myrtaceae (59), Fabaceae (37), Lauraceae (22), Asteraceae (19), Solanaceae (15), Euphorbiaceae e Salicaceae (11), e Rubiaceae e Rutaceae (9). I generi più ricchi sono: Eugenia (15 specie), Myrcia (13), Ocotea (11), Solanum (10), Myrceugenia (9) e Miconia (7), e Ilex e Symplocos (6).

### Ecologia
Le foreste ombrofile miste hanno due livelli formati dalla chioma degli alberi. Il primo, quello inferiore, è formato dalle chiome delle angiosperme (piante che, oltre ai semi, producono fiori e frutti). Il secondo è composto da araucarie (Araucaria angustifolia), che sono gimnosperme (piante più primitive, che producono semi ma non fiori e frutti). Il livello delle araucarie è quasi sempre più alto di quello delle angiosperme, il che fa delle foreste ombrofile un sistema con due componenti (gimnosperme-angiosperme).
In funzione della loro posizione e del clima, le foreste ombrofile miste presentano una composizione di specie differente. In genere, la maggior parte delle specie ha origine nelle regioni tropicali della foresta atlantica. Nelle regioni più alte e fredde della Serra Geral sono più abbondanti le specie originarie dell'America meridionale (comprese le stesse araucarie), regione di per sé più fredda e che geologicamente era collegata all'Antartide e all'Oceania. Nelle regioni meno elevate e soggette a estati più calde e inverni meno freddi la foresta ombrofila mista presenta molte specie originarie del Brasile centrale e orientale, lasciando intuire un corridoio di migrazione di esse al termine dell'ultima era glaciale.

## Conservazione
Le foreste ombrofile miste si sono ridotte al 12,6% della loro estensione originaria. Questa porzione rimanente si trova in uno stato di alta frammentazione, con la maggior parte delle parcelle forestate (pari all'80%) che presentano superfici inferiore ai 50 ettari all'interno di pascoli e campi destinati a uso agricolo.
Uno studio realizzato su frammenti di foresta ombrofila mista ha portato alla luce il fatto che la maggior parte della biodiversità vegetale della regione si trovava all'interno della riserva forestale più grande e che i frammenti sparsi nei latifondi circostanti contenevano un gruppo più ristretto di specie, oltre al fatto che l'araucaria risultava in genere assente e si evidenziavano vari segnali di degradazione forestale. Secondo gli autori, questo studio dimostra allo stesso momento l'importanza delle riserve forestali, la capacità dei frammenti di resistere mantenendo una parte della biodiversità, e la necessità di regolamentare e proteggere i frammenti di foresta all'interno delle proprietà rurali.
Secondo Souza et al., dopo cicli economici di deforestazione, estrazione di legna e usi molteplici (ricreazione, piantagione di erva-mate, foraggicoltura) delle parcelle forestate di foresta ombrofila mista il governo brasiliano ha proibito lo sfruttamento commerciale della maggior parte delle specie di legna da taglio. I critici sostengono che il divieto dell'estrazione di legna svaluta le parcelle forestate in terre private e stimola il taglio illegale o il degrado attraverso l'incendio volontario e l'uso per il bestiame. Ricerche successive hanno constatato che le popolazioni di araucaria sembrano non essere in grado di riprendersi dall'impatto rappresentato dal taglio selettivo della legna. Questo fa pensare che solo le angiosperme siano capaci di reagire al taglio selettivo e che l'estrazione di legna di araucaria  degradi le porzioni rimanenti di foreste ombrofile miste perché elimina la specie dominante e caratteristica, con gravi conseguenze negative per la varia fauna che si alimenta con i semi della araucarie.
Pare che il recupero della produzione di legno da araucaria nelle proprietà private si possa ottenere attraverso la piantagione commerciale di araucarie e un piano nazionale per promuovere la catena produttiva che fa leva sui sotto-prodotti delle araucarie (legno, polpa, resina, semi). Souza et al. hanno identificato dieci priorità per trasformare la gestione degli appezzamenti forestali di foresta ombrofila mista in un'attività più scientifica, sostenibile e redditizia per i proprietari:
1. Ridotta intensità di estrazione di legno, possibilmente non oltre il 15% della superfici e di ciascun appezzamento.
2. Pianificazione rigorosa delle strategie di estrazione per minimizzare danni durante l'abbattimento e il trasporto dei tronchi, come l'estrazione a basso impatto.
3. Tempi di rotazione di almeno 55 anni, maggiori i quelli attualmente adottati nelle piantagioni sperimentali di araucarie (45 anni).
4. Destinazione di almeno il 10% o come minimo 25 ettari (il maggiore tra i due) di ciascun appezzamento a rifugio non sfruttato per la conservazione delle specie e fonte di ricolonizzazione per le parti sfruttate.
5. Restrizione della gestione forestale a parcelle di superficie minima di 100 ettari, per minimizzare il rischio di collasso per avanzamento dei confini.
6. Sfruttamento sostenibile dei prodotti forestali diversi dal legno, come il miele, l'erva-mate, le piante ornamentali.
7. Sviluppo dell'ecoturismo regionale e locale.
8. Regolamentazione e generalizzazione del pagamento di un risarcimento ai proprietari degli appezzamenti forestati naturali per i servizi prestati all'ecosistema.
9. Divieto di introdurre bestiame nelle parcelle per mantenere la biodiversità del sottobosco e la rigenerazione delle specie arboree.
10. Limitazione dell'accesso delle persone al di fuori delle attività ecoturistiche, in modo da prevenire azioni nocive, come incendi e caccia.